# 1990 RK7
1990 RK7 är en asteroid i huvudbältet som upptäcktes den 13 september 1990 av den belgiske astronomen Henri Debehogne vid La Silla-observatoriet.